# Denys Prache
 (octobre 2018).
Denys Prache, né en 1932, est journaliste, auteur jeunesse, éditeur et directeur de journaux français ; il est également directeur de collections.

## Biographie
Denys Prache est diplômé d'HEC en 1955. Il fonde en octobre 1971 le magazine Okapi. Denys Prache dirige le journal pendant les 163 premiers numéros (sept ans). Son travail d'animation lui laisse peu de temps pour écrire lui-même au sein du journal. Il contrôle tous les Univers (suppléments publiés à chaque numéro), écrit les éditoriaux et répond au courrier des lecteurs.
À la fin de l'année 1978, Denys Prache quitte la presse pour l'édition. Piloté par Jean Seisser, il prend en charge le supplément jeunesse du bulletin du Centre Pompidou, puis entre chez Hatier (1980-1988) où il crée plusieurs collections et écrit des documentaires.
Créateur de plusieurs collections jeunesse chez différents éditeurs, il se fait aussi auteur de documentaires, qui lui valent le Grand Prix de la SCAM et le Milia d'or[réf. nécessaire].